# Journal of Experimental Psychology: General

Journal of Experimental Psychology: General est une revue académique révisée par des pairs et publiée par l'American Psychological Association. Elle a été créée en 1975 en tant que section indépendante du Journal of Experimental Psychology et couvre la recherche en psychologie expérimentale.

## Caractéristiques
Le journal peut inclure des articles sur les sujets suivants: 
- psychologie sociale
- psychologie du développement
- psychopathologie
- neurosciences
- modélisation computationnelle[1]

L'actuelle rédactrice en chef est Isabel Gauthier (en) (Université Vanderbilt). Le journal est résumé et indexé par MEDLINE / PubMed et le Journal Citation Reports. Selon le Journal Citation Reports, la revue a un facteur d'impact de 4,070 en 2015, ce qui la classe au 6e rang sur 85 dans la catégorie «Psychologie expérimentale». 